# 慧立
慧立（615年—？）是唐朝僧人，玄奘法師的弟子。俗姓趙。貞觀三年（629年），十五歲時於豳州昭仁寺出家，法號子立，後由唐高宗敕名慧立。
貞觀十九年（645年），成為弘福寺譯場的九名綴文之一，協助玄奘法師翻譯佛經:226。慧立後來還擔任過西明寺都維那與太原寺主。他因博學妙辯，常被唐高宗召入宮中與道士對論。
慧立撰寫了《大慈恩寺三藏法師傳》五卷記述玄奘法師一生的事蹟，不過因擔心內容有遺缺，所以藏於地窖中，直至臨終前才讓門徒挖出。後來這本書流離失散，直至垂拱四年（688年）時才由彥悰續成為十卷。